# آلان ليندساي ماكاي
آلان ليندساي ماكاي (بالإنجليزية: Alan Lindsay Mackay)‏ (و. 1926 – م) هو فيزيائي من المملكة المتحدة . ولد في وولفرهامبتون .
وهو عضواً في الجمعية الملكية .

## التعليم
تعلم في Oundle School، وجامعة كامبريدج

## مناصب وهيئات
أدار كلية بيركبيك, جامعة لندن.

## جوائز
حصل على جوائز منها:
- Oliver E. Buckley Condensed Matter Prize (2010)
- زميل في الجمعية الملكية.